# Карин (село)
Карин (арм. Կարին) — село в Арагацотнской области Армении.

## География
Село расположено в юго-восточной части марза, на расстоянии 1,5 километров (по прямой) к юго-юго-западу (SSW) от города Аштарак, административного центра области. Абсолютная высота — 1080 метров над уровнем моря.
Климат
Климат характеризуется как умеренно холодный, влажный (Dfb в классификации климатов Кёппена).

## Население
| Год переписи | Население          | Население          | Население          | Население            | Население            | Население            |
| Год переписи | Наличное население | Наличное население | Наличное население | Постоянное население | Постоянное население | Постоянное население |
| Год переписи | Всего              | Мужчины            | Женщины            | Всего                | Мужчины              | Женщины              |
| ------------ | ------------------ | ------------------ | ------------------ | -------------------- | -------------------- | -------------------- |
| 2001         | 307                | 147                | 160                | 334                  | 158                  | 176                  |
| 2011         | 399                | 189                | 210                | 428                  | 211                  | 217                  |